# Trigonobela
Trigonobela és un gènere d'arnes de la família Crambidae descrit per Alfred Jefferis Turner el 1915.

## Taxonomia
- Trigonobela nebridopepla Turner, 1915
- Trigonobela perfenestrata (Butler, 1882)